# Федерация на научно-техническите съюзи
Федерацията на научно-техническите съюзи (съкратено Федерация на НТС или ФНТС, дори само НТС) е българска организация, обединяваща професионални сдружения на инженери, икономисти и други специалисти.
Тя е съучредител и член на Световната федерация на инженерните организации и член на Европейската федерация на националните инженерни асоциации.
Седалището на Федерацията на НТС е в София на адрес улица „Георги Раковски“ 108, която е паметник на културата с национално значение. Тя е наследник на Съюза на българските инженери и архитекти и съответно на неговия предшественик Българското инженерно-архитектурно дружество (БИАД).

## История
Създадена е на 27 март 1949 г. с обединяването на 7 технически организации, сред които е Съюзът на българските инженери и архитекти - наследник на Българското инженерно-архитектурно дружество.
Първоначално организацията се нарича Научно-технически съюзи (известна със съкращението НТС). През 1965 г. от НТС се отделя Съюзът на архитектите в България. Преименувана е на Федерация на научно-техническите дружества (1989), а днешното си име приема през 1992 г.

## Членове
Членове на Федерацията са 33 териториални сдружения, както и 19 национални сдружения:
- Съюз по автоматика и информатика
- Научно-технически съюз по водно дело
- Съюз на геодезистите и земеустроителите в България
- Научно-технически съюз на енергетиците в България
- Съюз по електроника, електротехника и съобщения
- Съюз на изобретателите в България
- Съюз на икономистите в България
- Научно-технически съюз по лесотехника
- Научно-технически съюз по машиностроене
- Научно-технически съюз по минно дело, геология и металургия
- Научно-технически съюз на специалистите от земеделието
- Научно-технически съюз по строителство
- Научно-технически съюз по текстил, облекло и кожи
- Научно-технически съюз по транспорта в България
- Съюз на химиците в България
- Научно-технически съюз по хранителна промишленост
- Български съюз на стандартизаторите
- Съюз на метролозите в България
- Съюз на специалистите по качеството в България